# Riedensweiler
Riedensweiler ist ein Ortsteil der Gemeinde Kressbronn am Bodensee im baden-württembergischen Bodenseekreis in Deutschland.

## Geographie

### Lage
Der Ortsteil Riedensweiler liegt rund zweieinhalb Kilometer nordöstlich der Kressbronner Ortsmitte, südlich des Schleinsees und zwischen den anderen Ortsteilen Nitzenweiler, Poppis, Kümmertsweiler, Atlashofen, Hüttmannsberg sowie dem bayerischen Bechtersweiler.

### Gewässer
Unterhalb des Längenbergs sammelt sich der dem Nonnenbach zufließende Fallenbach, dessen Wasser nach Schneeschmelze oder Unwettern in der Vergangenheit häufig zu heftigen Überschwemmungen in der Kressbronner Ortsmitte geführt hat.

### Schutzgebiet
Nördlich von Riedensweiler liegt das Naturschutzgebiet Schachried. Innerhalb der Flurkarten wird das Gebiet mit den Gewannen Schachried und Schalkriedmoos bezeichnet. Wesentlicher Schutzzweck ist die Erhaltung und Aufwertung des großflächigen Flachmoorkomplexes mit verschiedenen Biotoptypen. Der besondere Schutz gilt der Erhaltung der Moorböden sowie den Streu- und Pfeifengraswiesen mit ihrem floristischen Artenreichtum. Umgeben ist das NSG vom Landschaftsschutzgebiet Seenplatte und Hügelland südlich der Argen und Nonnenbachtal.
Am Wirtschaftsweg nach Nitzenweiler steht auf der rechten Seite eine seit Dezember 1992 als Naturdenkmal (Einzelgebilde, Nr. END 84350290005) ausgewiesene, etwa 16 Meter hohe Stieleiche (Quercus robur).

## Verkehr
Riedensweiler ist über die Linie 235 des Bodensee-Oberschwaben Verkehrsverbunds (bodo) in das öffentliche Nahverkehrsnetz eingebunden.
Durch Riedensweiler verläuft die erste Etappe des Jubiläumswegs Bodenseekreis. Sie führt vom Kressbronner Bahnhof nach Neukirch. Am Aussichtspunkt bei der Hagelkanone zwischen Poppis und Riedensweiler hat der Wanderer im Frühjahr eine herrliche Aussicht über unzählige blühende Obstbäume und den Bodensee  hinüber zum 2502 Meter hohen Säntis im Appenzellerland.